# Metaxá

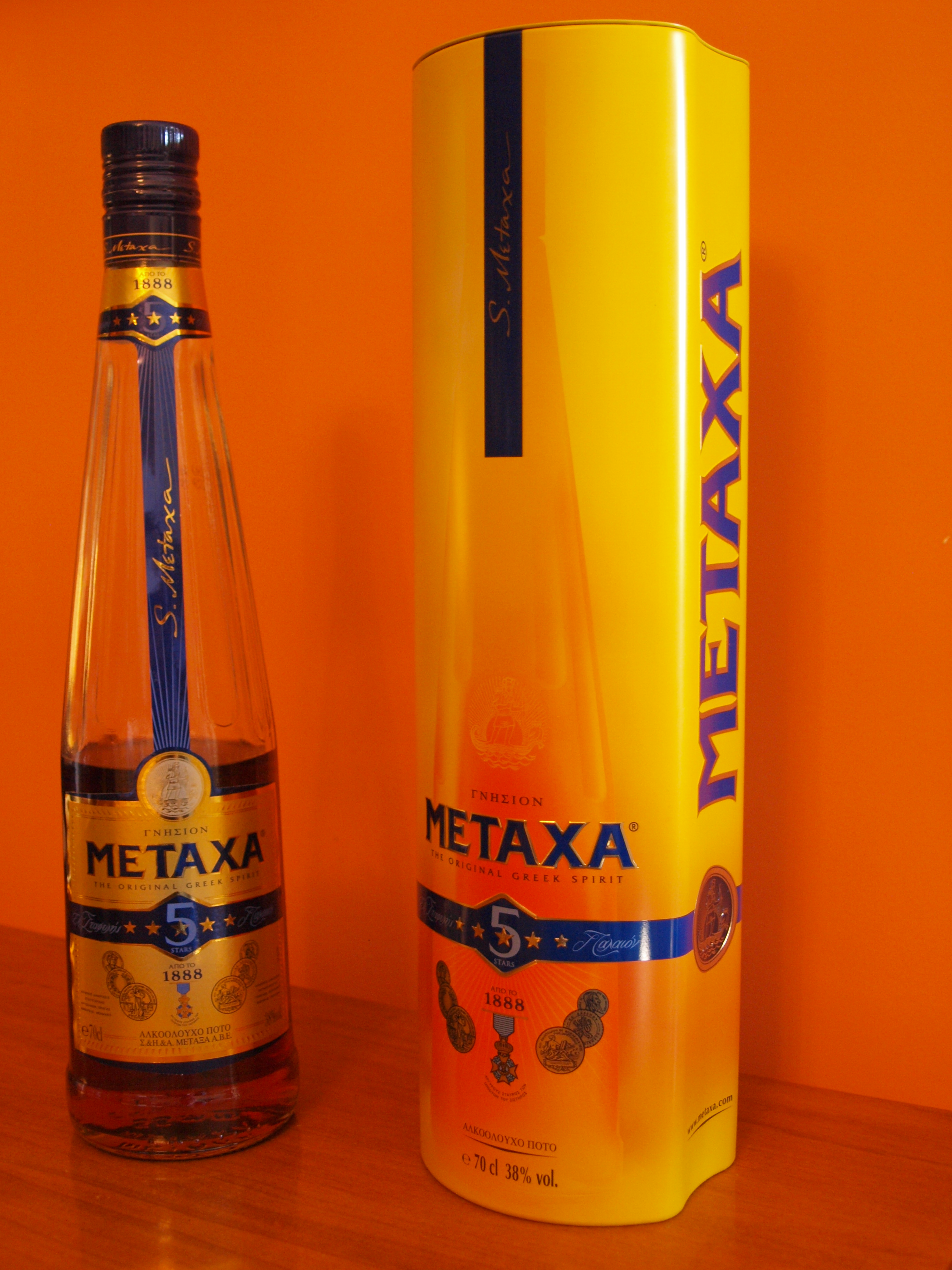
METAXA 5 Stars

Metaxá (en griego, Μεταξά) es una bebida destilada griega creada por Spyros Metaxas en 1888. Es una mezcla de brandy y vino hecho de variedades de uvas savatiano, sultanina y corintio negro secadas al sol. Se mezcla entonces con vino moscatel añejo de las islas griegas de Samos y Lemnos. Se exporta a más de 60 países.

## Producción
La primera producción destilada comienza con la destilación de varias variedades de vinos (principalmente savatiano y rhoditis), que, tras una destilación doble, se mantienen en bodegas en barricas nuevas pequeñas de roble francés de entre 300–350 litros. Las barricas francesas son más adecuadas que las americanas porque tienen poros más pequeños, lo que ralentiza el intercambio de sabor entre la barrica y el licor, resultado en un sabor más refinado. Algunos de los destilados se trasladan a barricas de mayor tamaño de 3 metros cúbicos de volumen para seguir su maduración y para el mezclado. La maduración varía entre 3 (Metaxa de tres estrellas) y 30 años (Gran Reserva). 

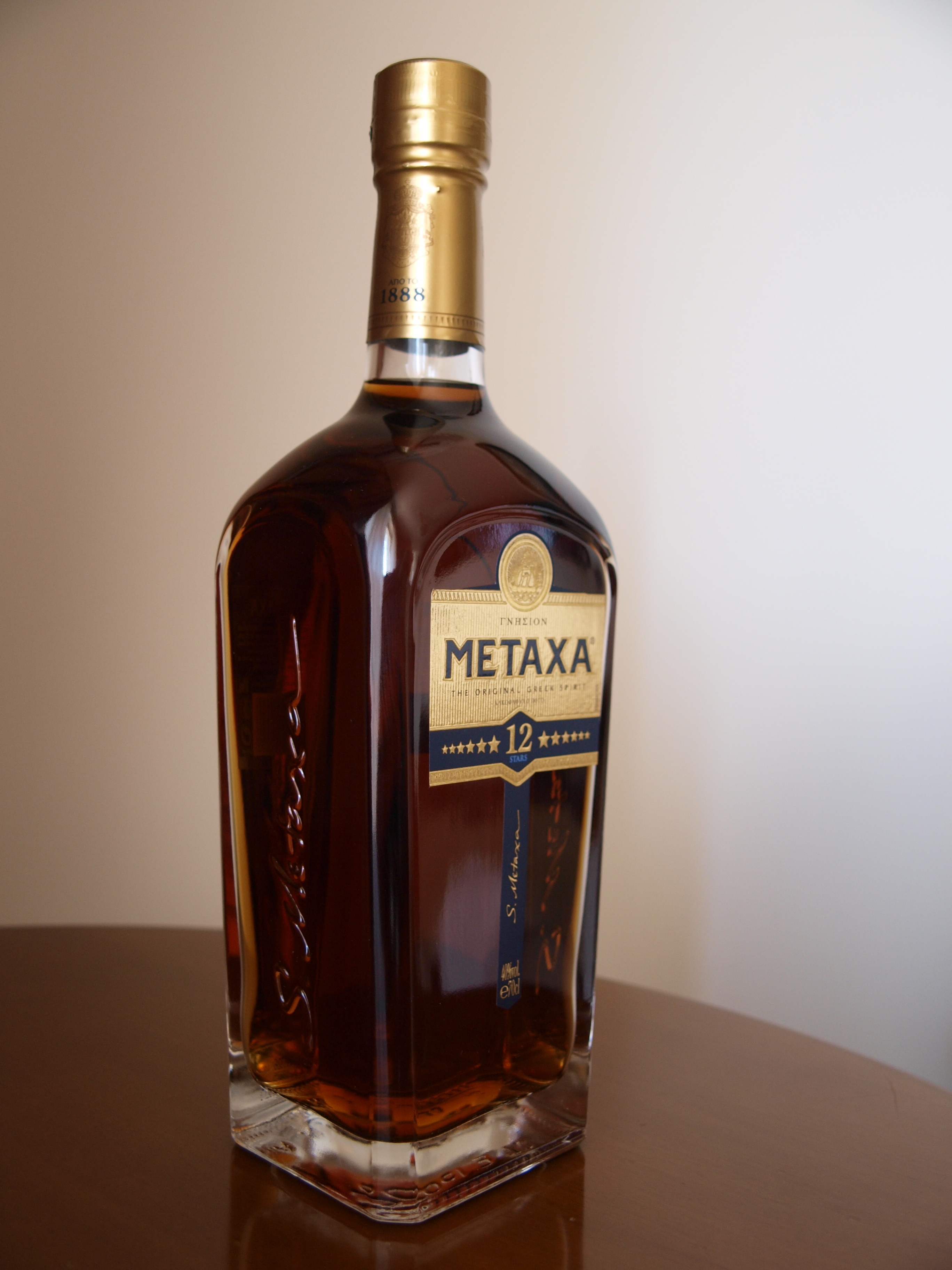
METAXA 12 *

El vino se suele preparar para el Moschatto de Alexandría y Samos de las regiones de Samos, Limnos y Patras. El vino madura durante casi dos años en barricas de Metaxa usadas. El licor toma un color caramelo profundo con fuertes aromas, desde moschatto con aromas dominantes de frutos secos, lavanda, rosas blancas y toques de varias especias. Su sabor es rico y dulce.
La tercera parte del proceso es el secreto mejor guardado en la compañía y sólo unas pocas personas conocen la receta con exactitud. Se prepara una mezcla de varias especias y agua destilada. A la base se le añaden los pétalos de rosa, especias y hierbas. El producto final tiene un carácter aromático único y complejo de aroma de rosas, pimienta, laurel, canela y nuez moscada. A la mezcla se le deja consolidarse durante, al menos, 6 meses y luego se congela a -6 °C durante 48 horas, y se filtra antes de su embotellamiento. 
Las tres mezclas se adhieren en una mezcla final de forma que la calidad, el sabor, el color y los aromas del brandy se mantienen lo más constantes posibles. Finalmente, se corrige el color y el balance de los niveles de alcohol. La mayoría de ellos se mezclan con vino Moscato joven para endulzar el sabor, por ello maduran de forma muy suave si se mantienen en la botella.

## Tipos de metaxá
Metaxá tiene 5 variedades principales: tres estrellas, cinco estrellas, siete estrellas, doce estrellas y Gran Reserva. El número de estrellas representa la cantidad de años que se deja madurar la mezcla. La de cinco años es más seca, lo que pronuncia el alcohol. Las de siete y doce estrellas tienen un sabor más complejo y pronunciado, si bien el de doce años es más seco, dado que no se añade vino. La Gran Reserva es la más cara y madura durante treinta años, es difícil de encontrar.
Metaxá se suele beber puro, con hielo o mezclado.

## Historia de metaxá
El fundador de la destilería, Spyros Metaxas, era originario de la isla de Cefalonia. En 1888, 50 años más tarde de la Guerra de independencia de Grecia, un joven y entusiasta hombre de negocios pensó que su taberna no era lo suficientemente buena. Buscaba más elegancia, más desafíos, por lo que decidió dedicarse a la destilación. Creó su primer brandy y participó en la fundación de la primera planta de destilación. Su sueño era una bebida que conquistara el mundo para lo cual construyó más plantas en Constantinopla (hoy Estambul) y en Odesa. En 1900 se comienza a exportar a los Estados Unidos y al brandy se le conocía como el brandy "volador". Desgraciadamente, el empresario murió joven, pero sus hijos continuaron con su labor. Ese brandy fue la única industria griega que sobrevivió las dos guerras mundiales. En 1968 se reconstruyó la planta de forma que se garantizara el sabor original.

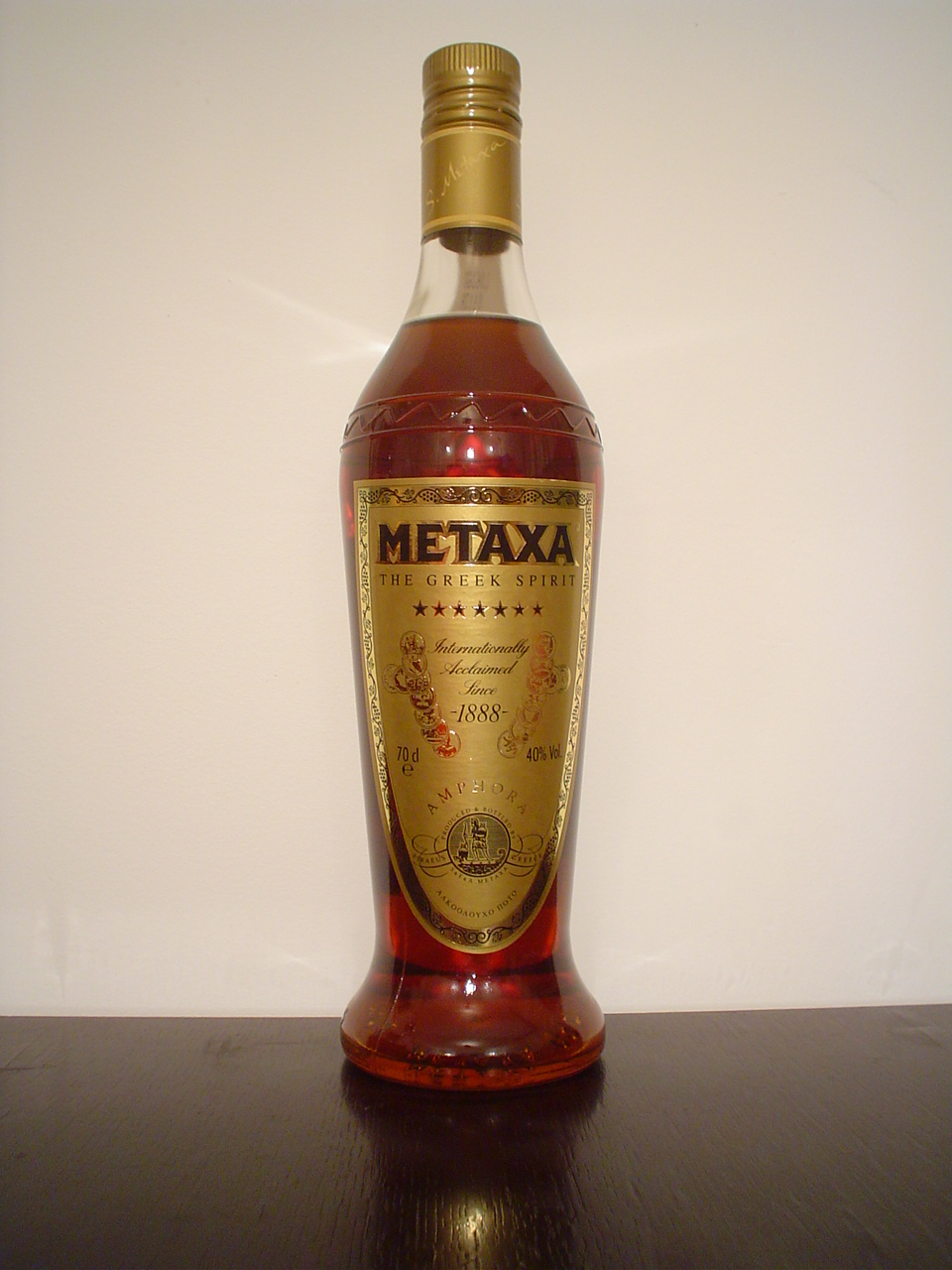
Metaxa Seven Star en su característica botella en forma de ánfora.

La etiqueta muestra un Salaminomaho (guerrero de Salamina), una figura de un antiguo luchador griego esculpido en una moneda de aquella época que se encontró durante la excavación de la primera planta en 1888.[cita requerida]
En 1989 la compañía fue adquirida por el grupo británico de bebidas Grand Metropolitan (renombrada más tarde como Diageo) y se vendió más tarde al grupo francés Remy Cointreau group.